# Syn (EM)
Syn is een Schotse muziekgroep gespecialiseerd in elektronische muziek uit de Berlijnse School voor elektronische muziek. Syn, een afkorting van synthesis, bestaat alleen uit David T. Dewdney. In het midden van de jaren 90 begon Dewdney allerlei elektronische muziek te spelen, hij raakte daarbij beïnvloed door de muziek van Tangerine Dream en Vangelis, maar kwam ook in aanraking met techno. Zijn instrumentarium liet een golfbeweging zien van analoge naar digitale apparatuur en vervolgens weer langzaam terug. Er verschijnt maar zelden nieuw werk van hem, de meeste van onderstaande albums bevat muziek van rondom 2002, maar werden later uitgegeven. Optreden doet Syn niet.

## Discografie
- 2002: Soundwave traveller
- 2003: Thru the syngate
- 2003: Synphära
- 2004: Sonus
- 2004: Orange
- 2005: Skyline
- 2006: The glass bridge
- 2008: 61 Cygnus Alpha
- 2008: Open your mind (onder Syn303) (single: oplage van 25 stuks)
- 2009: Koncept (onder Syn303)